# Juan Lagares
Juan Osvaldo Lagares Hernández (Constanza, República Dominicana, 17 de marzo de 1989) es un jardinero dominicano de béisbol profesional quien es un agente libre en las Grandes Ligas (MLB). Su último club en las Grandes Ligas fueron los Angels of Anaheim.
Debutó en las mayores en 2013 con los New York Mets, y es reconocido principalmente por su defensa, por lo que ganó un Guante de Oro de la Liga Nacional en 2014 y el Premio Fielding Bible como jardinero central el mismo año.

## Carrera profesional

### New York Mets
Lagares fue firmado por los Mets de Nueva York como un agente libre el 5 de mayo de 2006. Ese año fue asignado a los DSL Mets, y en 2007 fue promovido a los Savannah Sand Gnats de Clase A. Luego de varios problemas de rendimiento y lesiones, fue promovido a los St. Lucie Mets de Clase A avanzada en 2010. En 2011 inició la temporada con este último equipo, y eventualmente fue promovido a los Binghamton Rumble Ponies de Clase AA. En 2013 jugó con Las Vegas 51s de Clase AAA, antes de ser llamado a Grandes Ligas el 23 de abril para sustituir a Kirk Nieuwenhuis, debutando ese mismo día ante los Dodgers de Los Ángeles y consiguiendo su primer hit, un sencillo, ante el relevista Paco Rodriguez.
Ganó el premio de Jugador de la Semana de la Liga Nacional del 15 al 21 de julio, donde bateó para promedio de .700 con un jonrón y cinco carreras impulsadas. Finalizó la temporada participando en 121 juegos y bateando para .242 con cuatro jonrones, 34 impulsadas y 35 carreras anotadas.
En diciembre participó en la Liga de Béisbol Profesional de la República Dominicana con las Águilas Cibaeñas, donde ganó el premio de Novato del Año luego de batear para .342 con un jonrón, 16 impulsadas, cinco bases robadas y siete boletos en 114 turnos al bate.
En 2014, Lagares formó parte de la plantilla de los Mets para el Día Inaugural de la temporada. El 14 de abril se lesionó el tendón de la corva, y al siguiente día fue incluido en la lista de lesionados, regresando al equipo el 1 de mayo. Sin embargo, fue utilizado principalmente como suplente debido a su bajo rendimiento, y el 2 de junio volvió a ser incluido en la lista de lesionados debido a una torcedura en el intercostal derecho, siendo activado el 26 de junio. El 23 de septiembre fue desativado por el resto de la temporada debido a una lesión en el codo. Finalizó la temporada con promedio de .281 en 416 turnos al bate, participando en un total de 116 juegos donde registró 117 hits, 47 impulsadas, cuatro jonrones, 20 boletos y 46 carreras anotadas. El 4 de noviembre fue anunciado como el ganador del Guante de Oro como jardinero, el tercer jugador de los Mets en ganar dicho reconocimiento en esa posición, después de Tommie Agee (1970) y Carlos Beltrán (2006-2008), y también ganó el Premio Fielding Bible como el jardinero central con las mejores estadísticas defensivas de la Liga Nacional.
El 2 de abril de 2015, Lagares llegó a un acuerdo con los Mets por cuatro años y $23 millones. Luego de los entrenamientos primaverales fue designado como el jardinero central titular del equipo, pero tras la adquisición de Yoenis Céspedes el 31 de julio, Lagares tomó el rol de jardinero reserva, frecuentemente utilizado com sustituto defensivo. Finalizó la temporada participando en 143 juegos con el equipo, donde registró promedio de .259 con 114 hits, 41 inpulsadas, seis jonrones, 16 boletos y 47 carreras anotadas.
En 2016, Lagares formó parte de la plantilla de los Mets para el Día Inaugural de la temporada, sirviendo como jardinero reserva. El 16 de junio fue incluido en la lista de lesionados debido a un esguince en el pulgar que sufrió en un juego el 4 de junio.
En 2017, Lagares se fracturó el pulgar izquierdo el 15 de junio y se perdió varias semanas de juego. Regresó al equipo el 10 de agosto luego de ser activado de la lista de lesionados, coincidiendo con el traspaso de Jay Bruce a los Indios de Cleveland. En total, registró promedio de .250 con tres jonrones y 15 impulsadas en 252 turnos al bate.
El 17 de mayo de 2018, Lagares se rompió la placa plantar del dedo del pie mientras intentaba atrapar un elevado, lo que requirió cirugía. Se perdió el resto de la temporada 2018 debido a esto, terminando con promedio de .339 en 59 turnos al bate.
En 2019, registró un bajo promedio de .219 con cinco jonrones y 27 impulsadas en 258 turnos al bate. Al finalizar la temporada, se convirtió en agente libre.

### San Diego Padres
El 10 de febrero de 2020, Lagares firmó un contrato de ligas menores con los Padres de San Diego. Sin embargo, eligió la agencia libre el 14 de julio de 2020.

### New York Mets (segundo período)
El 22 de julio de 2020, Lagares firmó un contrato de ligas menores con la organización de los Mets de Nueva York. El 25 de agosto de 2020, fue incluido en la plantilla del primer equipo. Sin embargo, fue designado para asignación el 28 de agosto luego de participar en solo dos juegos. El 30 de agosto, se convirtió nuevamente en agente libre.